# 大瀬うたじ
大瀬 うたじ（おおせ うたじ、1948年3月17日 - 2024年7月6日）は、日本のお笑い芸人。本名：藤沢 能仁。出囃子は『木曽節』又は『韋駄天』又は『信濃の国』。

## 経歴
長野県塩尻市出身。長野県塩尻志学館高等学校、駒澤大学文学部卒業。 
1971年、浅草松竹演芸場で大瀬ゆめじと知り合い意気投合し「大瀬ゆめじ・うたじ」のコンビ結成、大瀬しのぶ・こいじに入門。1988年1月、漫才協団（現：漫才協会）真打昇進。
2013年4月頃、コンビ解散。以後はピン芸人として活動した。
解散後しばらくは改名の形跡はなかったが、メインの活動場である浅草東洋館の香盤表では「うたじ」名義で表記されており、2014年秋頃より漫才協会ホームページ上でも「うたじ」名義となった。落語協会においては屋号が残ったままの状態が続いていた。
カホンを叩く漫談のピン芸人としての活動のほか、2015年秋より大空遊平・結城たかしとボーイズ芸のユニット「トリオザキュースケ」を結成したが、半年ほどで活動終了。晩年の内海桂子の一人高座の鳴物なども務めた。
自身の晩年はピン芸人としての活動に専念していた。落語協会での最後の定席出演は2024年1月5日の浅草東洋館初席で、以降は漫才協会の同所での定席興行出演がメインとなっており、亡くなる直前まで活動していた。
2024年7月6日午前9時、脳幹出血のため死去した。76歳没。

## 人物
漫才協会理事を歴任した。囲碁五段。蝶ネクタイがトレードマーク。
コンビ解散後のピンの芸名は「コンビ名を残したい」という意志から「大瀬ゆめじ・うたじ・大瀬うたじ」の予定だったが、長すぎるため「大瀬ゆめじ・うたじ・うたじ」になった。しかしそれでも長すぎるため、コンビ名も屋号も無い「うたじ」となった。
2023年12月、芸名が「大瀬うたじ」となった。